# Торемецо ди Фалконара (Козенца)
Торемецо ди Фалконара је насеље у Италији у округу Козенца, региону Калабрија.
Према процени из 2011. у насељу је живело 536 становника. Насеље се налази на надморској висини од 5 м.